# Miasta Wysp Marshalla
Według danych oficjalnych pochodzących z 2010 roku Wyspy Marshalla posiadały ponad 20 miast o ludności przekraczającej 300 mieszkańców. Stolica kraju Majuro jako jedyne miasto liczyło ponad 20 tys. mieszkańców; 1 miasto z ludnością 5÷10 tys.; 2 miasta z ludnością 1÷5 tys. oraz reszta miast poniżej 1 tys. mieszkańców.

## Największe miasta na Wyspach Marshalla
Największe miasta na Wyspach Marshalla według liczebności mieszkańców (stan na 01.01.2010, o ile nie podano inaczej):
| L.p. | Miasto   | Dystrykt           | Liczba ludności |
| ---- | -------- | ------------------ | --------------- |
| 1.   | Majuro   | Dalap-Uliga-Darrit | 20 144          |
| 2.   | Ebeye    | Kwajalein          | 9581            |
| 3.   | Rairok   | Majuro             | 6390¹           |
| 4.   | Laura    | Majuro             | 2905            |
| 5.   | Ajeltake | Majuro             | 1972            |
| 6.   | Jabor    | Jaluit             | 1200            |
| 7.   | Wotje    | Wotje              | 915             |

¹ stan w roku 2009.

## Alfabetyczna lista miast na Wyspach Marshalla
Spis miast Wysp Marshalla powyżej 300 mieszkańców według danych szacunkowych z 2010 roku:
- Aerok
- Ailuk
- Ajeltake
- Arno Arno
- Arrak
- Aur
- Bikarej
- Ebeye
- Enewetak
- Enubirr
- Ine
- Jabor
- Jaluit
- Jeh
- Kili
- Laura
- Likiep
- Majkin
- Majuro
- Mejatto
- Mejit
- Mili
- Namorik
- Rairok
- Toka
- Ujae
- Utirik
- Woja
- Woja
- Wotje